# Церква Собору Пресвятої Богородиці (Григорів)
Церква Собору Пресвятої Богородиці в Григорові — парафія і храм греко-католицької громади Монастириського деканату Бучацької єпархії Української греко-католицької церкви в селі Григорів Чортківського району Тернопільської области.

## Історія церкви
Храм був збудований у 1865 році та освячений у 1867 році.
З 1946 по 1960 рік парафія належала до РПЦ.
У 1960 році державна влада закрила церкву, і вона не діяла до 1989 року, коли її знову відкрили у підпорядкуванні РПЦ.
У 1990 році парафія перейшла до УГКЦ.
У 1989 році було зроблено розпис храму.
У 1998 році на кошти парафіян виготовили іконостас, який 1 листопада того ж року освятив владика Тернопільської єпархії Михаїл Сабрига.
У 2008 році в церкві провели капітальний ремонт і наново розписали її.
При парафії діє братство «Апостольство молитви». На території парафії також є придорожня каплиця на честь Матері Божої Зарваницької та дві фігури Матері Божої.

## Парохи
- о. Володимир Монастириський (до березня 1946),
- о. Михайло Бойчук (з 1989).